# Redouanne Harjane
Redouanne Harjane, né le 6 février 1984 à Metz est un humoriste, musicien et acteur français.

## Biographie
Redouanne Harjane se passionne dès l’enfance pour le théâtre, la musique et la littérature.  Il quitte l’école à 14 ans, et fait ses premiers pas de comédien au Conservatoire national de région de Metz. Il étudie le jazz, et perfectionne par la suite sa pratique de plusieurs instruments à l’Académie Internationale de musique.
En 2004, il s’installe à Paris et fait ses premiers pas aux Cours Simon.
En juin 2009, il crée son premier one-man-show, Le Diable et la Tempête. En 2010, il est repéré par Jamel Debbouze sur les planches du Jamel Comedy Club. Ce dernier décide de le produire et l'emmène avec lui sur les routes de France pour assurer la première partie de son spectacle. Redouanne Harjane intègre alors la Troupe du Jamel Comedy Club et joue son spectacle Dans la tête de Redouanne Harjane au Theâtre de Jamel Debbouze plusieurs soirs par semaine.
En septembre 2012, il intègre l’équipe du Supplément sur Canal +, menée par Maïtena Biraben pour présenter une rubrique humoristique hebdomadaire traitant de l’actualité et officie sur France Inter, dans On va tous y passer de Frédéric Lopez pour y dresser un portrait en chanson de l’invité du jour. Il part jouer son spectacle à Montréal, puis se produit à Londres en Angleterre.
Redouanne Harjane poursuit sa carrière sur scène au théâtre du Point Virgule, avec Le Futur c’est plus comme avant mis en scène par Ahmed Hamidi, et participe au Marrakech du rire. En 2015, il fait une apparition dans le film Comment c'est loin de Christophe Offenstein et Orelsan.
Il est prénommé aux Césars 2018 dans la catégorie meilleur espoir masculin pour son rôle de Mo, le personnage principal du film M de Sara Forestier.
Pendant cette période, il écrit les ébauches de son futur one-man-show et se produit au Café de la Danse, au Théâtre de l'Atelier, et à L'Européen. Fin 2017, après avoir rempli La Cigale et 60 dates, il revient avec une nouveau spectacle : Redouanne est Harjane. En 2018, il joue son one-man-show pendant huit mois en résidence au Théâtre des Champs-Élysées.

## Filmographie

### Cinéma
- 2011 : Les Mythos de Denis Thybaud
- 2012 : L'Écume des jours de Michel Gondry
- 2014 : Prêt à tout de Nicolas Cuche : Malik[7]
- 2014 : À toute épreuve d'Antoine Blossier : Prozac[8]
- 2014 : Les Aoûtiens de Victor Rodenbach et Hugo Benamozig (court métrage) : le gardien
- 2014 : Anti-trente d'Oxmo Puccino (court métrage) : Rimbo
- 2015 : Comment c'est loin d'Orelsan et Christophe Offenstein : Redouanne, le fan
- 2015 : Nuit/Béton de Noé Weil (court métrage) : l'homme saoul
- 2017 : M de Sara Forestier : Mo
- 2020 : La Terre et le Sang de Julien Leclercq
- 2021 : Jours sauvages de David Lanzmann : Romain
- 2022 : Le Nouveau Jouet de James Huth
- 2023: Houria de Mounia Medour
- 2023: Le dernier des juifs de Noé Debré
- 2023: Fatih le Conquérant

### Télévision
- 2011 : Very Bad Blagues
- 2012 : Bref.
- 2022: Reuss
- 2025 : Soleil noir (mini-série Netflix)

### Doublage
- 2011 : Space Dogs d'Inna Evlannikova et Sylvatoslav Ushakov : Kazbek
- 2014 : Khumba d'Anthony Silverston
- 2017 : Mutafukaz de Shōjirō Nishimi et Guillaume Renard : Willy

## Radio
- 2013 : La Chronique de Redouanne Harjane dans l'émission On va tous y passer, du lundi au vendredi sur France Inter

## Spectacles
- 2009 : Le Diable et la tempête
- 2009 : Festival Zoofest à Montréal
- 2010 : Jamel Comedy Club
- 2010-2012 : Dans la tête de Redouanne Harjane, mise en scène Mohamed Hamidi
- 2011, 2012, 2015, 2022 : Marrakech du rire
- 2016 : Redouanne Harjane aux Open du rire de Rire & Chansons[9]
- 2016 : Le Grand Studio RTL humour, Café de la Danse[10],[11]
- 2017 : Nouveau spectacle[12]
- 2017 : Redouanne à la Cigale, mise en scène Ahmed Hamidi
- 2018 : Redouanne est Harjane, mise en scène Ahmed Hamidi

## Distinctions
- Mostra de Venise 2017 : Venice Day "meilleur interprète masculin"
- César 2018 : présélection « Révélation » pour le César du meilleur espoir masculin pour M